# アウトラインプロセッサ
アウトラインプロセッサ（outline processor）とは、コンピュータで文書のアウトライン構造（全体の構造）を定めてから、細部を編集していくために用いられる文書作成ソフトウェア。英語ではoutlinerという呼称が一般的。

## 特長
長文の場合、大雑把な文書構成を決めてから、見出し（ノード：章）を付けていき、ブロック単位で細部についての記述を追加していく、という手法が取られることが多い。アウトラインプロセッサを使えば全体の構成がツリー表示され、現在の編集位置を把握しながら文章を記述することができる。また、ブロック単位で階層構造を上下に移動させたり、位置を入れ替えたりすることができるので、長文を作成する機会が多い小説家やライターに愛用者が多い。
完成した原稿の清書用ソフトとして作られたワープロソフトに対して、頭の中のアイデアの段階から最終的な文書編集まで、階層構造で文章の編集および管理をする新しいジャンルのワープロソフトとして1980年代後半に誕生した。日本では情報処理振興事業協会（IPA）からの委託により開発され、エイセル株式会社から日本語アイデアプロセッサとして1987年に発売された『HiperX』が初期製品にあたる。その後、OASYSなどのワープロ専用機や、一太郎、Microsoft Wordなどの現在主流のワープロソフトがおおむね類似の機能を備えるようになった。

### アイデアプロセッサ
アウトラインプロセッサは「アイデアプロセッサ」ともいわれるが、より狭義のアイデアプロセッサは、思いついた事柄をメモ書きしていきそれをグラフィカルに構造化していくためのソフトウェアで、アウトラインのツリー表示だけでなくチャート図作成機能なども備える。アウトラインプロセッサが「アウトライン構造を備えた文章を記述するためソフトウェア」とすればアイデアプロセッサは「文章を記述する前に、発想をまとめておくためのソフトウェア」といえる。実際には「アイデアプロセッサ」を名乗りながらもアウトラインプロセッサであったり、両方の要素を備えたソフトウェアも存在する。

### 携帯電話Webサイトのブック機能
携帯電話向けのSNSで「ケータイ小説」を書くために用意された機能であるが、魔法のiらんどの例をみると、シンプルではあるが「章」「節」を管理できるようになっており、一種のアウトラインプロセッサーとなっていることがわかる。

## 規格
文書のアウトライン構造を定義する規格としては「OPML」(Outline Processor Markup Language)があるが、もっぱらRSSリーダーに利用されているのが現状で、アウトラインプロセッサでのサポート比率は高くない。よってアウトラインプロセッサごとに独自のアウトライン構造を保持しており、ソフトウェア同士の互換性が高いとはいえない。
国内では、古くからテキストエディタとして人気があるWz Editorの「階層付きテキスト形式」(WzMemo)が比較的汎用性が高く、複数のアウトラインプロセッサで採用されている。書式はシンプルで、ノードの階層レベルをピリオド「.」を用いることで表現している。
```
階層付きテキストの例 (WzMemo)

.特長
..アイデアプロセッサ
.規格
.分類
.代表的なアウトラインプロセッサ
..アウトライン表示と編集画面が一体のもの
...NSアウトライナー
```

- 参考 - 階層付きテキスト仕様書

## 分類
テキストの形式
1. プレーンテキスト形式
2. リッチテキスト形式 - 文字や段落の装飾が可能

インターフェイス
1. アウトライン表示と編集画面が一体のもの
2. アウトライン表示が別ペインのもの
3. アウトライン表示が別ウィンドウのもの

## 代表的なアウトラインプロセッサ

### アウトライン表示と編集画面が一体のもの
- WorkFlowy

### アウトライン表示が別ペインのもの
- KJots

### アウトライン機能とダイアグラム機能を持ったもの
- iEdit - 従来のアウトライン機能に加え、ネットワークビューを用いたダイアグラムエディタの機能も併せ持っている。ネットワークビューでは、同階層のノード同士にリンクを付与してノードの関係性を視覚的に整理したり、ネットワークビューを図として出力したりできる。

### アウトライン機能を備えたテキストエディタ
- GNU Emacs
- Wz Editor

テキストエディタとしては、他にも秀丸エディタ、EmEditorなどが「アウトライン機能」を有するが、これらはプログラムのソースコードなど、タブの挿入された文書を自動解析して階層表示するものであり、アウトラインプロセッサと同様の用途に用いることはできない。

### アウトライン機能を備えたワープロソフト
- Microsoft Word - Word 2019ではアウトラインという言葉は、(1)段落のアウトラインレベル、(2)アウトライン番号、(3)アウトライン表示・アウトライン編集の三種類の機能に対して使われている[4]。アウトラインプロセッサは、アウトライン表示・アウトライン編集に相当する。
- 一太郎 - 「ランク」と呼ばれるアウトライン機能を持っていたが、一太郎2004（バージョン14）より、「アウトライン」という名称でランク機能と互換性のあるアウトライン機能を搭載した。Word形式の読み書きが可能なため、Wordのアウトライン形式とも互換性がある。
- LibreOffice Writer - 「ナビゲーター」と呼ばれるアウトライン機能がある。

## 関連文献
- 彩郎『クラウド時代の思考ツールWorkFlowy入門』インプレスR&D、2016年1月。ISBN 978-4802090575。
- Tak.『アウトライナー実践入門 〜「書く・考える・生活する」創造的アウトライン・プロセッシングの技術〜』技術評論社、2016年9月。ISBN 978-4774182858。